# Droiturier
Droiturier település Franciaországban, Allier megyében. Lakosainak száma 367 fő (2022. január 1.). Droiturier Andelaroche, Barrais-Bussolles, Le Breuil, Châtelus, Saint-Pierre-Laval és Saint-Prix községekkel határos.

## Népesség
A település népességének változása:
| Lakosok száma | 434  | 395  | 433  | 339  | 344  | 331  | 336  | 357  | 360  | 367  |
|               | 1968 | 1982 | 1990 | 2006 | 2013 | 2015 | 2017 | 2019 | 2020 | 2022 |